# Brachyorrhos albus
Brachyorrhos albus (серамська короткоголова змія) — вид змій родини гомалопсових (Homalopsidae). Ендемік Індонезії.

## Поширення і екологія
Серамські короткоголові змії мешкають на островах Серам і Амбон в архіпелазі Молуккських островів.